# Шаровой сектор

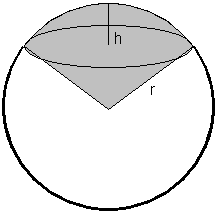
Шаровой сектор 1-го рода

Шаровой сектор 2-го рода

Шаровой сектор — геометрическое тело, возникающее при вращении сектора вокруг одного из его радиусов (Шаровой сектор 1-го рода) или вокруг диаметра, не пересекающего его дуги (Шаровой сектор 2-го рода).

## Свойства
- Объём шарового сектора равен трети произведения площади его сферического пояса на радиус шара.
  - В частности {\displaystyle V={\frac {2\pi r^{2}h}{3}}\;.}, где r — радиус сектора, h — проекция хорды, стягивающей дугу сектора, на ось вращения.